# Stade municipal de Bouna
 (mars 2025).
Le Stade municipal de Bouna est un stade de football qui se situe dans la ville de Bouna, au nord-est de la Côte d'Ivoire. Il peut accueillir 1 200 spectateurs.
C'est le stade où joue le Sabé Sports de Bouna et où se disputent les coupes de la région.